# Hortanum

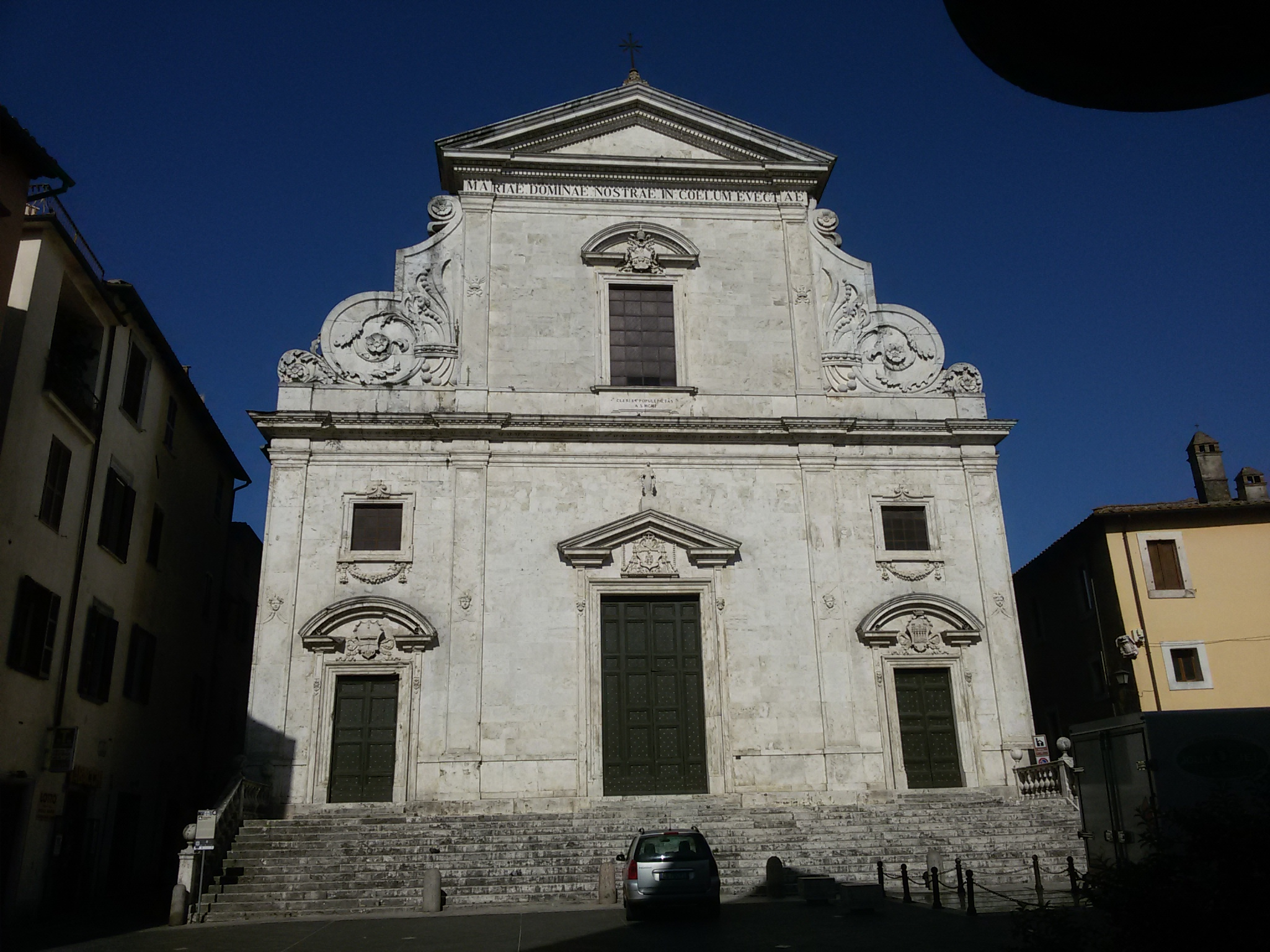
Dawna katedra diecezjalna w Orte

Hortanum (łac. Dioecesis Hortana, wł. Diocesi di Orte) – stolica historycznej diecezji w Italii erygowanej w VII wieku, a włączonej w 1437 w skład diecezji Civita Castellana. 
Współczesne miasto Orte w prowincji Viterbo we Włoszech. Obecnie katolickie biskupstwo tytularne ustanowione w 1991 przez papieża Jana Pawła II.

## Biskupi tytularni
| Lp. | Biskup                     | Funkcja                                    | Od           | Do               |
| --- | -------------------------- | ------------------------------------------ | ------------ | ---------------- |
| 1   | José de Jesús Madera Uribe | biskup pomocniczy Ordynariatu Polowego USA | 28 maja 1991 | 21 stycznia 2017 |
| 2   | Andrzej Przybylski         | biskup pomocniczy częstochowski            | 20 maja 2017 |                  |